# Melchisedech giudeo
Melchisedech giudeo è un personaggio letterario, protagonista della terza novella della prima giornata del Decameron di Giovanni Boccaccio. Egli è un esempio di ebreo saggio, una figura presente in varie opere della letteratura medievale, nonché nel dramma Nathan il saggio, opera di Gotthold Ephraim Lessing, in cui è anche presente il racconto dei tre anelli. 

## Il personaggio
Melchisedech è un ricco israelita alla corte del Sultano di Babilonia (Il Cairo medievale), Saladino (un simbolo di lealtà cavalleresca e sapienza in molti autori medievali, nonostante fosse musulmano), il quale lo fa chiamare per interrogarlo con la premeditata intenzione di coglierlo in fallo in tema di dottrina religiosa, al fine di poterlo spogliare legalmente delle sue ricchezze.
La domanda è per il luogo, i tempi ed i personaggi coinvolti, estremamente insidiosa, il Saladino infatti chiede a Melchisedech nientemeno quale sia la vera religione tra quelle monoteiste (Cristianesimo, ebraismo o islam), il rischio è evidentemente quello di incorrere nella blasfemia indicando la religione ebraica oppure nell'apostasia indicando la religione islamica, in ogni caso l'israelita rischia la rovina.
Per uscire brillantemente dalla difficile situazione egli si affida al racconto di un apologo nel quale per lunga tradizione in una famiglia si usa nominare uno dei figli erede universale dei beni e dei titoli consegnandogli uno speciale anello; un giorno uno degli eredi in tal modo nominato, giunto il suo turno di nominare l'erede viene assalito dal dubbio e dall'impossibilità di scegliere chi egli ami di più, e per evitare il dilemma fa riprodurre l'anello in altri due esemplari perfettissimi consegnando poi i tre anelli oramai indistinguibili ad ognuno dei suoi tre figli. Alla morte dell'uomo inevitabilmente i giovani iniziano una insanabile diatriba su quale di loro sia il vero ed unico erede, con conseguenti liti ed inimicizie.
Il sultano, piacevolmente sorpreso dall'elegante metafora e dall'abilità del narratore, decide di non procedere oltre con l'inganno e di chiedere apertamente l'aiuto finanziario necessitato a Melchisedech, il quale volentieri accondiscende. In seguito prende il saggio ebreo come suo servo e consigliere, facendogli grandi doni.

## Morale
La morale del racconto è tutta racchiusa in queste poche righe: